# Better Now (Post Malone)
Better Now è un singolo del rapper statunitense Post Malone, pubblicato il 5 giugno 2018 come quinto estratto dal secondo album in studio Beerbongs & Bentleys.

## Video musicale
Il video musicale, reso pubblico attraverso il canale YouTube dell'interprete il 5 ottobre 2018, vede una serie di spezzoni girati a vari concerti del cantante in bianco e nero.

## Formazione
Musicisti
- Post Malone – voce
- Frank Dukes – strumentazione, programmazione
- Louis Bell – strumentazione, programmazione

Produzione
- Frank Dukes – produzione
- Louis Bell – produzione, produzione vocale, registrazione
- Manny Marroquin – missaggio
- Chris Galland – assistenza al misaggio
- Robin Florent – assistenza al misaggio
- Scott Desmarais – assistenza al misaggio
- Mike Bozzi – mastering

## Classifiche

### Classifiche settimanali
| Classifica (2018-19) | Posizione massima |
| -------------------- | ----------------- |
| Australia            | 2                 |
| Austria              | 4                 |
| Belgio (Fiandre)     | 16                |
| Belgio (Vallonia)    | 39                |
| Canada               | 3                 |
| Croazia              | 59                |
| Danimarca            | 3                 |
| Estonia              | 2                 |
| Finlandia            | 2                 |
| Francia              | 53                |
| Germania             | 11                |
| Grecia               | 5                 |
| Irlanda              | 4                 |
| Islanda              | 16                |
| Italia               | 42                |
| Lettonia             | 2                 |
| Lituania             | 21                |
| Libano               | 14                |
| Norvegia             | 1                 |
| Nuova Zelanda        | 1                 |
| Paesi Bassi          | 5                 |
| Polonia              | 46                |
| Portogallo           | 2                 |
| Regno Unito          | 6                 |
| Repubblica Ceca      | 2                 |
| Romania              | 9                 |
| Russia               | 5                 |
| Slovacchia           | 1                 |
| Spagna               | 47                |
| Stati Uniti          | 3                 |
| Svezia               | 1                 |
| Svizzera             | 12                |
| Ucraina              | 98                |
| Ungheria             | 4                 |

### Classifiche di fine anno
| Classifica (2018) | Posizione |
| ----------------- | --------- |
| Australia         | 11        |
| Austria           | 16        |
| Belgio (Fiandre)  | 52        |
| Canada            | 14        |
| Danimarca         | 10        |
| Estonia           | 9         |
| Finlandia         | 8         |
| Francia           | 163       |
| Germania          | 35        |
| Irlanda           | 16        |
| Islanda           | 36        |
| Italia            | 90        |
| Norvegia          | 6         |
| Nuova Zelanda     | 10        |
| Paesi Bassi       | 26        |
| Regno Unito       | 21        |
| Romania           | 80        |
| Russia            | 30        |
| Stati Uniti       | 13        |
| Svezia            | 9         |
| Svizzera          | 31        |
| Ungheria          | 28        |
| Classifica (2019) | Posizione |
| Australia         | 60        |
| Canada            | 42        |
| Danimarca         | 94        |
| Lettonia          | 49        |
| Portogallo        | 92        |
| Romania           | 59        |
| Russia            | 126       |
| Ungheria          | 70        |

### Classifiche di fine decennio
| Classifica (2010-19) | Posizione |
| -------------------- | --------- |
| Stati Uniti          | 72        |